# День Дарвина
День Да́рвина — международный праздник, приуроченный к дню рождения Чарльза Дарвина. Праздник отмечается 12 февраля каждого года. Этот праздник посвящён признанию вклада Дарвина в науку, а также используется для популяризации науки.
Первые организованные попытки празднования Дня Дарвина в США были предприняты в 2001 году, когда была зарегистрирована некоммерческая организация «программа Дня Дарвина». В настоящее время существует Фонд Международного дня Дарвина, который является автономной программой Американской гуманистической ассоциации. Фонд обеспечивает работу веб-сайта Международного дня Дарвина, на котором не только представлены образовательные материалы, но и предложена система автоматизированной регистрации всех мероприятий, связанных с празднованием Дня Дарвина по всему миру.
С 2009 года День Дарвина отмечается как неофициальный праздник в Академгородке Новосибирска.